# 卡韋洛 (加利福尼亞州)
卡韋洛（英語：Cawelo）是位於美國加利福尼亞州克恩縣的一個非建制地區。該地的面積和人口皆未知。

## 地理
卡韋洛的座標為35°29′58″N 119°09′06″W / 35.49944°N 119.15167°W，而該地的平均海拔高度為130米（即427英尺）。